# Aristide Rossi
Aristide Rossi (Cremona, 8 settembre 1914 – Cremona, 31 agosto 1937) è stato un calciatore italiano, di ruolo terzino.
È ricordato per essere uno dei più giovani esordienti in Serie A e per la sua tragica morte, occorsa in seguito a un incidente di gioco durante una partita di campionato.

## Carriera
Considerato una giovane promessa, debutta in Serie A con la Cremonese il 29 giugno 1930, a soli 15 anni di età, nell'incontro Brescia-Cremonese 4-3.
Rimane a tutt'oggi il sesto più giovane esordiente nella massima serie, preceduto, per pochi giorni, solamente da Camarda, Amey, Amadei, Pellegri e Rivera.
Alla fine del torneo la Cremonese retrocede in Serie B e Rossi lega tutta la sua restante carriera alla maglia grigiorossa, disputando 6 campionati nella serie cadetta e uno in Serie C.
Nel campionato 1930-1931 compie due fugaci apparizioni.
Dalla stagione 1931-1932 comincia a giocare con continuità in prima squadra, dimostrando le sue qualità. Terzino di spinta molto veloce e dotato tecnicamente, il suo gioco era improntato alla praticità: di lui si ricorda l'atletismo, la tenacia, la capacità di stare in campo e le fughe lungo la fascia alla ricerca del traversone per i compagni d'attacco.
Giocò con la Cremonese un'unica gara in Serie A il 29 giugno 1930 Brescia-Cremonese (4-3), e 63 in Serie B.

## Morte
Il 2 maggio 1937 (13ª giornata di ritorno) la Cremonese gioca a Messina contro la squadra locale.
Durante il primo tempo di un incontro caratterizzato da un gioco molto duro, Rossi, nel corso di una mischia, perde l'equilibrio e cade ricevendo un calcio alla testa.
Trasportato in ospedale, viene curato per la ferita alla testa ma i medici, incredibilmente, non si accorgono di un'altra ferita ben più grave ai polmoni che dopo quattro mesi lo porterà alla morte, a soli 23 anni di età, la mattina del 31 agosto 1937.

## Palmarès

### Club

#### Competizioni nazionali
- Serie C: 1

Cremonese: 1935-1936